# Ульгівок (гміна)
Гміна Ульгівок (ґміна Ульгувек, пол. Gmina Ulhówek) — сільська гміна у східній Польщі. Належить до Томашівського повіту Люблінського воєводства.
Станом на 31 грудня 2011 у гміні проживало 5054 особи.

## Площа
Згідно з даними за 2007 рік площа гміни становила 146.55 км², у тому числі:
- орні землі: 86.00 %
- ліси: 7.00 %

Таким чином, площа гміни становить 9.85 % площі повіту.

## Населення
Станом на 31 грудня 2011:
| Опис     | Загалом | Загалом | Чоловіки | Чоловіки | Жінки | Жінки |
| -------- | ------- | ------- | -------- | -------- | ----- | ----- |
| одиниця  | осіб    | %       | осіб     | %        | осіб  | %     |
| все      | 5054    | 100     | 2517     | 49.80    | 2537  | 50.20 |
| міське   | 0       | 100     | 0        |          | 0     |       |
| сільське | 5054    | 100     | 2517     | 49.80    | 2537  | 50.20 |

## Населені пункти
Гміна складається з 43 населених пунктів, з них 23 села становлять повноцінну адміністративну одиницю — солтиство:
- Будинин — (Budynin);
- Василів — (Wasylów);
- Василів Великий — (Wasylów Wielki);
- Дембіна — (Dębina);
- Дембіна-Осада — (Dębina-Osada);
- Дениска — (Dyniska);
- Губінек — (Hubinek);
- Корчмин — (Korczmin);
- Корчмін-Осада — (Korczmin-Osada);
- Кревиця — (Krzewica);
- Махнівок — (Machnówek);
- Магдаленка — (Magdalenka);
- Осердів — (Oserdów);
- Подльодув — (Podlodów);
- Рокітно — (Rokitno);
- Речица — (Rzeczyca);
- Реплін — (Rzeplin);
- Реплін-Осада — (Rzeplin-Osada);
- Щеп'ятин — (Szczepiatyn);
- Щеп'ятин-Осада — (Szczepiatyn-Osada);
- Тарношин — (Tarnoszyn);
- Ульгівок — (Ulhówek);
- Жерніки — (Żerniki).

Інші поселення (без статусу солтиства):
- Боцянувка — (Bocianówka);
- Гай — (Haj);
- Кант — (Kąt);
- Канти — (Kąty);
- Губінек-Колонія — (Kolonia Hubinek);
- Речица-Колонія — (Kolonia Rzeczyca);
- Реплін-Колонія — (Kolonia Rzeplin);
- Ульгівок-Колонія — (Kolonia Ulhówek);
- Кореа — (Korea);
- Могила — (Mogiła);
- Острів — (Ostrów);
- Під Бродом — (Pod Brodem);
- Підлипи — (Podlipy);
- Посадув — (Posadów);
- Прим'ярки — (Przymiarki);
- Рехулувка — (Rechulówka);
- Сидорівка — (Sidorówka);
- Турина — (Turyna);
- Вандзін — (Wandzin);
- Вигон — (Wygon);
- Ринок — (Rynek);
- Сушек — (Suszek);
- Захаєк — (Zachajek);
- Жерніки-Колонія — (Kolonia Żerniki).

## Сусідні гміни
Гміна Ульгівок межує з такими гмінами: Долгобичів, Лащув, Любича-Королівська, Телятин, Ярчув.